# Lord-lieutenant des Hébrides extérieures
Ceci est une liste de personnes qui ont servi comme lord-lieutenant des Hébrides extérieures
- Samuel Longbotham (13 avril 1975 – 1983)
- Granville Leveson-Gower, 5e comte Granville (14 avril 1983 – 1993)
- John William Morrison, 2e vicomte Dunrossil (4 novembre 1993 – 22 mars 2000)
- Alexander Matheson (27 avril 2001 – 2016)
- Donald Martin